# UFC 28
UFC 28: High Stakes è stato un evento di arti marziali miste tenuto dalla Ultimate Fighting Championship il 17 novembre 2000 al Trump Taj Mahal di Atlantic City, Stati Uniti.

## Retroscena
Fu il primo evento dove vennero introdotte le classi di peso ufficiali, con la prima ed unica gara di pesi supermassimi.
L'evento vide l'esordio dei futuri campioni dei pesi massimi Andrei Arlovski e Josh Barnett, nonché del fratello gemello di Matt Hughes, Mark, e il ritorno di Randy Couture.

## Risultati

### Card preliminare
- Incontro categoria Pesi Leggeri:  Ben Earwood contro  Chris Lytle

Earwood sconfisse Lytle per decisione unanime.
- Incontro categoria Pesi Medi:  Mark Hughes contro  Alex Stiebling

Hughes sconfisse Stiebling per decisione unanime.

### Card principale
- Incontro categoria Pesi Gallo:  Jens Pulver contro  John Lewis

Pulver sconfisse Lewis per KO (pugno) a 0:15 del primo round.
- Incontro categoria Pesi Massimi:  Andrei Arlovski contro  Aaron Brink

Arlovski sconfisse Brink per sottomissione (armbar) a 0:55 del primo round.
- Incontro categoria Pesi Supermassimi:  Josh Barnett contro  Gan McGee

Barnett sconfisse McGee per KO Tecnico (colpi) a 4:34 del secondo round.
- Incontro categoria Pesi Massimi:  Renato Sobral contro  Maurice Smith

Sobral sconfisse Smith per decisione unanime.
- Incontro per il titolo dei Pesi Massimi:  Kevin Randleman (c) contro  Randy Couture

Couture sconfisse Randleman per KO Tecnico (colpi) a 4:13 del terzo round e divenne il nuovo campione dei pesi massimi.